# Hermann Breucker
Hermann Breucker (* 1911 in Waltrop; † 1974 ebenda) war ein deutscher Grafiker und Bildhauer.

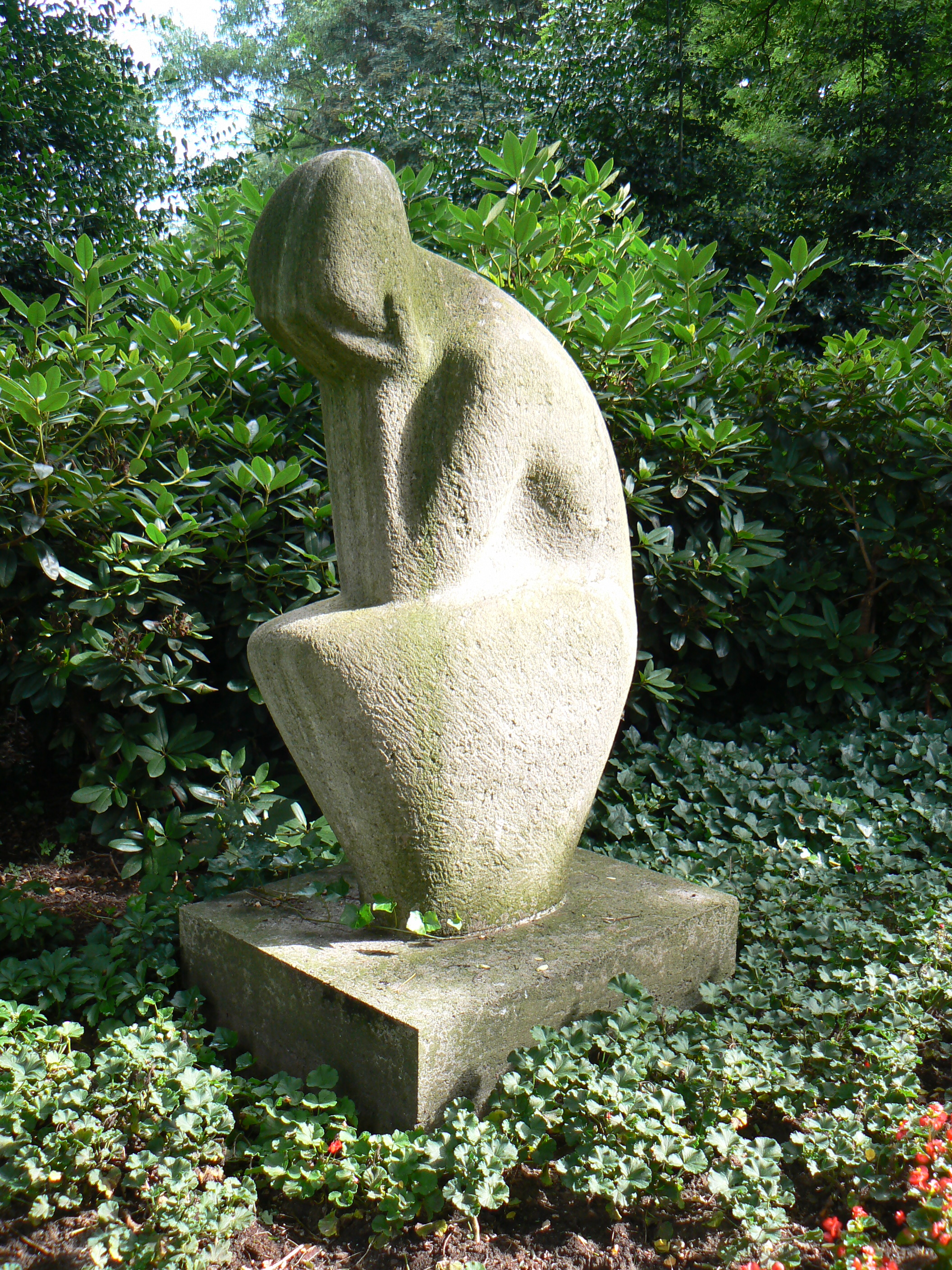
Die Trauernde, Marl

## Leben
Hermann Breucker machte nach der Volksschule eine Ausbildung als Drucker und Setzer in der Waltroper Druckerei Funke. Die Bochumer Kunstsammler-Familie Gröppel erkannte und förderte seine künstlerische Begabung. Er unterlag einem Ausstellungsverbot als entarteter Künstler. Senie Erfahrungen in sechs Jahren als Soldat an der Ostfront und in sowjetischer Kriegsgefangenschaft hinterließen Spuren in seinem künstlerischen Schaffen.
Breucker war Mitbegründer der Gruppe Junger Westen. Zudem gehörte er mit Ignatius Geitel, Hans Kaiser und Hans-Jürgen Schlieker zur Bochumer Künstlergruppe Hellweg, die 1952 gegründet worden war.
Hermann Breucker wohnte zeitlebens – von Krieg und Gefangenschaft abgesehen – in seiner Heimatstadt Waltrop.

## Rezeption
Georg Elben meint, dass seine Skulpturen gerade durch „die Formabstraktion und den stringenten Detailverzicht“ ihre subtile Präsenz erhalten, die sich ebenfalls in kleinplastischen Werken und seinen von Liniensilhouetten geprägten, geradezu „diaphanen“ Drahtreliefs fortführt. Nicht nur in der meditativen, reduzierten Formensprache, sondern auch thematisch sei bei Hermann Breucker, der auch als Graphiker tätig war, eine Nähe zum Werk von Ernst Barlach und Käthe Kollwitz erkennbar. Reinhardt Hootz beschreibt Breuckers Skulptur Die Trauernde als „vollkommende Übereinstimmung von Bedeutung und Form“.

## Werke
- Druckgrafiken, Linolschnitte und Holzschnitte, Monotypien, Drahtreliefs und Kupferreliefs
- Zahlreiche Plastiken im Stile von Ernst Barlach und Käthe Kollwitz
- Barbara-Figur am Bergmannsheil, Bochum[7]
- Die Trauernde, Sammlung Skulpturenmuseum Glaskasten, Marl[8]
- Kreuzweg für die Wallfahrtskirche St. Anna auf dem Annaberg bei Haltern am See[9]
- Doppelskulptur Bauer und Bäuerin in der Eingangshalle der Landwirtschaftsschule Dorsten[4]
- Mariä Verkündigung, Drahtrelief[10]
- Künstlerische Innengestaltung (zusammen mit Georg Meistermann, Bernhard Heiliger und Hans Jaeckel) des Paracelsus-Krankenhauses in Marl[11]

## Ausstellungen
- Gruppenausstellung junger westen, Vestisches Museum, Recklinghausen, 4. September bis 3. Oktober 1948.[12]
- Museum am Ostwall, Dortmund, (mit Harry Fränkel), 1953.
- Waltroper Einsichten. Ausstellung im Waltroper Kulturforum Kapelle 2009/2010.[9]
- Castrop-Rauxel gezeichnet. Ausstellung im Evangelischen Krankenhaus Castrop-Rauxel 2011.[13]
- Hermann Breucker zum 50. Todestag. Ausstellung im Heimatmuseum Waltrop, 7. April 2024 bis 3. November 2024.